# 1677 en littérature
| Années de la littérature : 1674 - 1675 - 1676 - 1677 - 1678 - 1679 - 1680    |
| Décennies de la littérature : 1640 - 1650 - 1660 - 1670 - 1680 - 1690 - 1700 |

Cet article présente les faits marquants de l'année 1677 en littérature.

## Événements
- Avril : Thomas Corneille crée le Nouveau Mercure galant[1] (Fontenelle, âgé de 20 ans, collabore à la revue de son oncle).

- 11 septembre : ordonnance royale de paiement de 6 000 livres à Jean Racine et Boileau, nommés historiographes du roi Louis XIV[2].

## Parutions
- 25 janvier : achevé d'imprimer de l'ouvrage de Charles Coypeau d'Assoucy, Les Avantures de Monsieur D’Assoucy, vol. 1, Paris, Claude Audinet, 1677 (présentation en ligne) et tome 2
- 12 octobre : achevé d'imprimer de l'ouvrage de Jacques Esprit, La Fausseté des vertus humaines, vol. 1, Paris, Guillaume Desprez, 1677 (présentation en ligne) (en deux volumes).

- Christoph Leutbrewer, La Confession coupée, Paris, Denys Thierry et Claude Barbin, 1677 (présentation en ligne). Ce livre animé permet, grâce à un ingénieux mécanisme de languettes, de désigner ses fautes à son confesseur.
- Michel de Marolles, Considérations en faveur de la langue françoise, Paris, Simon Benard, 1677 (présentation en ligne).

- Baruch Spinoza, Opera posthuma, Amsterdam, Jan Rieuwertsz, 1677 (présentation en ligne), publication posthume de Ethica (« L'Éthique ») et De intellectus emendatione (« Traité de la réforme de l'entendement »).
- Andrew Marvell, An account of the growth of popery and arbitrary government in England, Amsterdam, 1677 (présentation en ligne) (« Les Progrès du papisme et du gouvernement arbitraire en Angleterre »), pamphlet antipapiste interdit par la censure.

## Décès
- 11 juin : Jacques Esprit, moraliste et homme de lettres français.
- 9 juillet : Johannes Scheffler, dit Angelus Silesius, poète religieux allemand (né en 1624).
- 29 octobre : Charles Coypeau d'Assoucy, écrivain et musicien français (né en 1605).